# Correns
Correns is een gemeente in het Franse departement Var (regio Provence-Alpes-Côte d'Azur) en telt 661 inwoners (1999). De plaats maakt deel uit van het arrondissement Brignoles.
In juli 2016 was Correns het middelpunt van de grootste bosbrand van het afgelopen decennium in het departement Var. De brand, die op maandag 18 juli begon en meerdere dagen duurde, verslond meer dan 630 hectare bos. 

## Geografie
De oppervlakte van Correns bedraagt 37,9 km², de bevolkingsdichtheid is 17,4 inwoners per km².
De onderstaande kaart toont de ligging van Correns met de belangrijkste infrastructuur en aangrenzende gemeenten.

## Demografie
Onderstaande figuur toont het verloop van het inwonertal (bron: INSEE-tellingen).